# Partido Liberal (Israel)
El Partido Liberal (en hebreo: מפלגה ליברלית ישראלית‎ Miflega Libralit Yisraelit) fue un partido político de Israel, uno de los antecesores del actual Likud. Fue fundado el 8 de mayo de 1961 a partir de la unión de los Sionistas Generales y el Partido Progresista, que disponían juntos de 14 escaños en la Knéset.

## Historia

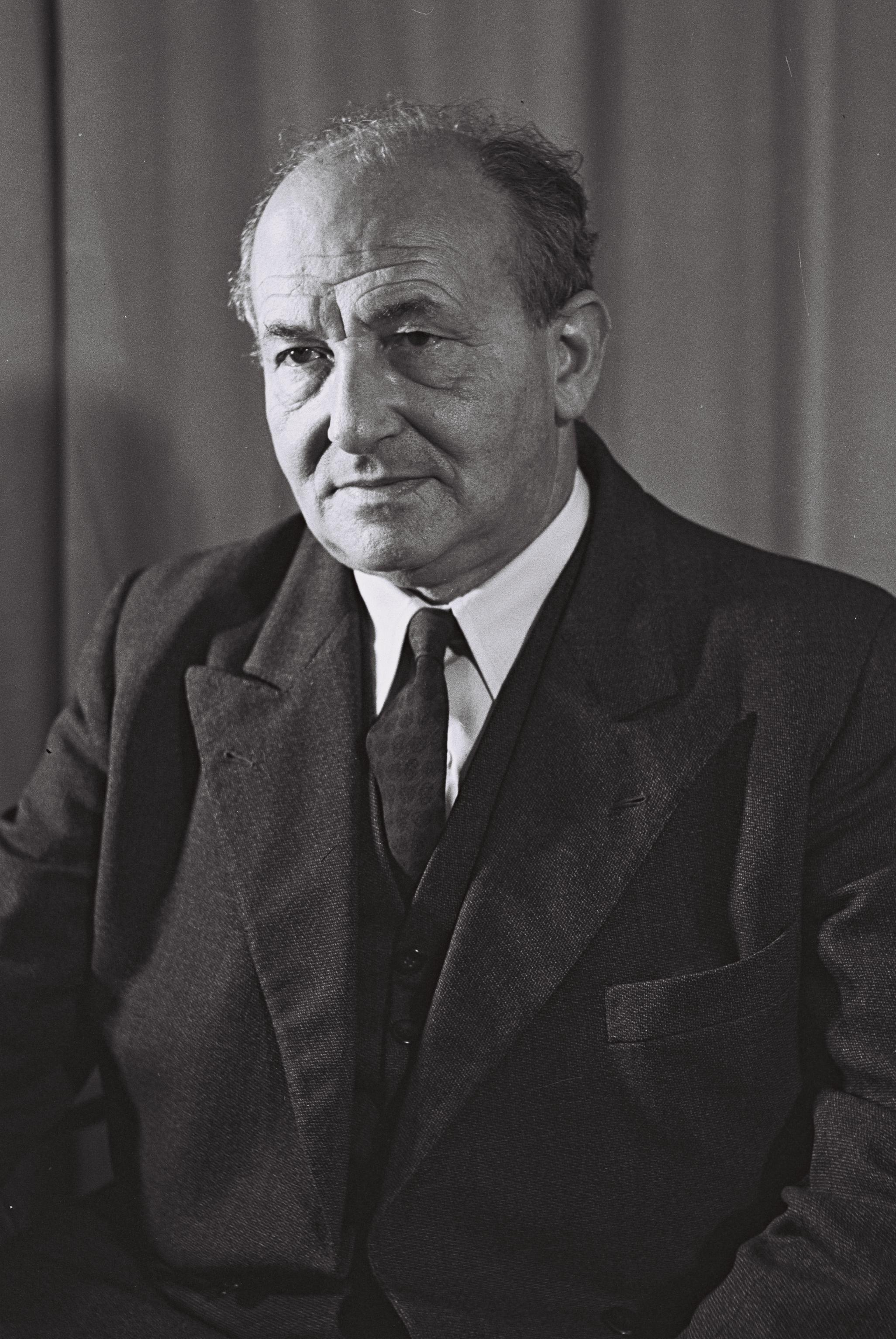
Perez Bernstein

En 1961 se convocaron elecciones anticipadas después de que los Sionistas Generales y Herut presentaron una moción de no confianza al Gobierno sobre el asunto Lavon. En las elecciones de 1961, el partido obtuvo 17 escaños, el mismo número que el partido Herut, y restaron la tercera fuerza en discordia.
En 1965 el partido mantuvo conversaciones con el Herut de Menájem Beguín sobre una posible fusión. Siete antiguos diputados del Partido Progresista dirigidos por Pinhas Rosen se separaron en protesta para formar Liberales Independientes el 16 de marzo de 1965. Dos meses después. el 25 de mayo, se fusionó con el partido Herut para formar el partido Gahal, acrónimo hebreo de Bloque Herut y Liberales, aunque ambos partidos continuaron dentro de la alianza. La formación de Gahal fue un importante punto de inflexión en la política israelí, ya que por primera vez un partido podría desafiar la hegemonía de Mapai. Al final de la sesión de la Knéset, Gahal tenía 27 escaños, solo siete menos de los 34 de Mapai (había perdido de los 42 iniciales ocho seguidores de Ben-Gurión, que se había separado para formar el partido Rafi).
Antes de las elecciones parlamentarias de 1973, Gahal se fusionó con un número reducido de partidos derechistas incluido el Centro Libre (anterior escisión del mismo), la Lista Nacional y el extraparlamentario Movimiento por un Gran Israel, para formar el partido Likud. El nuevo partido hizo historia cuando apartó a la izquierda política del poder al ganar las elecciones parlamentarias de 1977. El Partido Liberal finalmente dejó de existir en 1988, cuando el Likud se convirtió en un partido unitario.

## Resultados electorales
| Año  | Líder            | Votos           | %               | Resultado | +/-         | Gob       |
| ---- | ---------------- | --------------- | --------------- | --------- | ----------- | --------- |
| 1961 | Peretz Bernstein | 137.255 (#3)    | \| \| 13.6 % \| | 17/120    | 3a          | Oposición |
| 1965 | Dentro de Gahal  | Dentro de Gahal | Dentro de Gahal | 11/120    | 6           | Coalición |
| 1969 | Dentro de Gahal  | Dentro de Gahal | Dentro de Gahal | 11/120    | Sin cambios | Coalición |
| 1973 | Dentro de Likud  | Dentro de Likud | Dentro de Likud | 13/120    | 2           | Oposición |
| 1977 | Dentro de Likud  | Dentro de Likud | Dentro de Likud | 15/120    | 2           | Coalición |
| 1981 | Dentro de Likud  | Dentro de Likud | Dentro de Likud | 18/120    | 3           | Coalición |
| 1984 | Dentro de Likud  | Dentro de Likud | Dentro de Likud | 14/120    | 4           | Coalición |
|      | 13.6 %           |                 |                 |           |             |           |

a Respecto a la suma de los escaños obtenidos por Sionistas Generales y el Partido Progresista en 1959.